# Lili Legenstein
Lili Čaki Legenstein (Murska Sobota, 6. studenog 1923. - Zagreb, 19. studenog 2021.) bila je hrvatska kazališna umjetnica židovskoga porijekla, pjevačica, plesačica i koreografkinja. Umjetničko ime Čaki (mađarski: Csáki) uzela je kao posvetu Čakovcu, gradu u kojem je odrasla.

## Rani život
Rođena je u uglednoj židovskoj obitelji Legenstein (roditelji Elizabeta i Geza), rano djetinjstvo provela je u Čakovcu gdje je njena obitelj vodila kavanu „Royal” koja je postala središte društvenog, kulturnog i sportskog života grada. Obitelj Legenstein zaslužna je za promociju tenisa i stolnog tenisa u Čakovcu, zbog čega je jedna ulica u gradu nazvana po njima.

## Obrazovanje i umjetnički početci
U devetoj godini odlazi na školovanje u Budimpeštu gdje uči klasični balet, akrobatiku, step i klavir. Završila je privatnu baletnu školu Troyanoff i Državnu glumačku školu u Budimpešti. Karijeru je započela u jednom budimpeštanskom kazalištu, no prekinuo ju je Drugi svjetski rat. Nakon rata vratila se u Čakovec, odakle se više nije mogla vratiti u Budimpeštu.

## Profesionalna karijera
Godine 1949. počinje profesionalnu karijeru u Hrvatskoj angažmanom u Narodnom kazalištu Ivan Zajc u Rijeci, najprije kao članica baletnog ansambla, a zatim kao operetna solistica, debitiravši 1950. ulogom Mi u Lehárovoj „Zemlji smiješka”. Od 1951. godine pa do umirovljenja 1982. bila je stalna članica Zagrebačkog gradskog kazališta Komedija, uz prekid od 1961. do 1965. kada ponovno nastupa u riječkom kazalištu.
Tijekom karijere ostvarila je oko 80 uloga i postavila 40 koreografija. Posebno se istaknula kao operetna subreta i plesačica stepa. Među njenim najznačajnijim ulogama bile su:
- Miss Beautyflower i Mala Floramye u Tijardovićevim djelima
- Stasi u Silvi i Liza u „Grofici Marici” Imre Kálmána
- Arsena u Barunu Ciganinu Johanna Straussa ml.
- Ottilia u „Kod bijelog konja” Ralpha Benatzkoga
- Oma Cajtel u mjuziklu „Guslač na krovu”
Kao koreografkinja radila je na brojnim predstavama, uključujući „Zemlju smiješka”, „Groficu Maricu”, „Splitski akvarel”, „Malu Floramye”, „Čovjeka iz Manche” i „Tko pjeva zlo ne misli”.

## Priznanja i nagrade
Tijekom svoje bogate karijere Lili Čaki primila je brojna priznanja:
- 1998. odlikovana je Redom Danice Hrvatske s likom Marka Marulića za zasluge u kulturi
- 2010. dobila je Nagradu hrvatskoga glumišta za svekoliko umjetničko djelovanje na području operete i mjuzikla
- 2016. proglašena je počasnom građankom Čakovca

I nakon odlaska u mirovinu 1982. godine, Lili Čaki nastavila je djelovati kao koreografkinja, savjetnica i glumica u različitim projektima Gradskog kazališta Komedija još dva i pol desetljeća. Čakovečka publika pamti je po njenom posljednjem nastupu u gradu 1977. godine, na tribini Čakovec četvrtkom, kada je izvela step ples.
Lili Čaki preminula je 19. studenog 2021. godine u Zagrebu, samo nekoliko dana nakon što je navršila 98 godina.